# Турніри Великого шлему
Турніри Великого шлему, або гранд-слем-турніри (англ. Grand Slam tournaments) — чотири найбільші щорічні турніри в сучасному тенісі (в порядку проведення протягом сезону):
- Відкритий чемпіонат Австралії,
- Відкритий чемпіонат Франції,
- Вімблдонський турнір,
- Відкритий чемпіонат США.

## Назва
Поширений термін «Великий шолом» — помилковий. Він потрапив до української внаслідок запозичення англійського Grand Slam через рос. Большой Шлем. Насправді слово slam до українського «шолом» не має жодного стосунку, а означає «сильний удар», «шлем» (картярський термін). Перекладений на російську як «шлем» (можна було залишити й «слэм»), він зазнав гіперкорекції в українському перекладі.

## Особливості
Характерною особливістю турнірів Великого шлему є те, що матчі в чоловічому індивідуальному розряді (а на Вімблдоні ще й у чоловічому парному) грають до перемоги в 3 сетах, тобто гра може тривати п'ять сетів. В інших розрядах для перемоги необхідно виграти два сети.
Турніри «Великого шлему» мають також особливість щодо тайбрейків. За рахунку 6:6 у сеті тайбрейк грають лише в перших чотирьох сетах матчу. В п'ятому сеті тайбрейк грають лише на відкритому чемпіонаті США, в усіх решті турнірах гра триває далі, доки один із супротивників не здобуде перевагу в два гейми.
До 1968 турніри «Великого шлему» мали аматорський характер, з 1968 почалася відкрита ера, тобто тенісні професіонали дістали право брати в них участь.

## Володарі Великого шлему
Виграш усіх чотирьох турнірів «Великого шлему» впродовж одного календарного року вважається надзвичайним досягненням. Особливо важко добитися цього тому, що турніри граються на різному покритті. Довгий час три з чотирьох турнірів проводили на траві й лише Відкритий чемпіонат Франції — на ґрунтових кортах. У наш час на траві проводять лише Вімблдон, у Франції грають на ґрунті, в Австралії та США — на різних хардових покриттях.
У чоловічому індивідуальному розряді «календарний Великий шлем» здобували:
- Дон Бадж ( США) у 1938
- Род Лейвер ( Австралія) у 1962 та 1969. Перший свій «Великий шлем» Род Лейвер виграв як аматор, другий, вже у відкриту еру, як професіонал.

У чоловічому парному розряді «календарний Великий шлем» здобували:
- Кен Мак-Грегор і Френк Седгман ( Австралія) у 1951

У жіночому індивідуальному розряді «календарний Великий шлем» здобували:
- Морін Конноллі ( США) у 1953
- Маргарет Сміт Корт ( Австралія) у 1970
- Штеффі Граф ( Німеччина) у 1988. Того ж року Штеффі Граф виграла Олімпійські Ігри, чим започаткувала нову престижну серію, яку називають «золотим Великим шлемом».

У жіночому парному розряді «календарний Великий шлем» здобували:
- Марія Буено ( Бразилія) у 1960
- Мартіна Навратілова та Пем Шрайвер ( США) у 1984
- Мартіна Хінгіс ( Швейцарія) у 1998

У чоловічому індивідуальному розряді «кар'єрний Великий шлем» здобували:
- Фред Перрі ( Велика Британія) 1933—1935
- Дон Бадж (( США) 1937—1938
- Род Лейвер ( Австралія) 1960—1962
- Рой Емерсон ( Австралія) 1961—1964
- Андре Агассі ( США) 1992—1999
- Роджер Федерер ( Швейцарія) 2003—2009
- Рафаель Надаль ( Іспанія) 2005—2010
- Новак Джокович ( Сербія) 2011—2016

У жіночому індивідуальному розряді «кар'єрний Великий шлем» здобували:
- Морін Конноллі ( США) 1951—1953
- Доріс Гарт ( США) 1949—1954
- Шерлі Фрай ( США) 1951—1957
- Маргарет Корт ( Австралія) 1960—1963
- Біллі Джин Кінг ( США) 1966—1972
- Кріс Еверт ( США) 1974—1982
- Мартіна Навратілова ( США) 1978—1983
- Штеффі Граф ( США) 1987—1988
- Серена Вільямс ( США) 1999—2003
- Марія Шарапова ( Росія) 2004—2012

У чоловічому парному розряді «кар'єрний Великий шлем» здобували:
- Адріан Квіст ( Австралія) 1935—1939
- Френк Седжмен ( Австралія) 1948—1951
- Кен Мак-Грегор (( Австралія) 1951
- Лью Гоуд та Кен Роузволл ( Австралія) 1953—1956
- Ніл Фрейзер ( Австралія) 1957—1959
- Рой Емерсон ( Австралія) 1959—1962
- Фред Столл ( Австралія) 1962—1965
- Джон Ньюкомб та Тоні Роч ( Австралія) 1965—1967
- Боб Г'юїтт ( Австралія /  ПАР) 1962—1977
- Джон Фіцджеральд ( Австралія) 1982—1989
- Андерс Яррід ( Швеція) 1983—1989
- Якко Елтінг та Паул Гаргьойс ( Нідерланди) 1994—1998
- Вудіз: Тодд Вудбрідж 1992—2000 та Марк Вудфорд 1989—2000 ( Австралія)
- Йонас Бйоркман ( Швеція) 1998—2005
- Брати-близнюки Боб та Майк Браяни ( США) 2003—2006
- Деніел Нестор ( Канада) 2002—2008
- Леандер Паес ( Індія) 1999—2012
- П'єр-Юг Ербер та Ніколя Маю ( Франція) 2015—2019

У жіночому парному розряді «кар'єрний Великий шлем» здобували:
- Луїз Браф ( США) 1942—1950
- Доріс Гарт ( США) 1949—1951
- Шерлі Фрай ( США) 1950—1957
- Марія Буено ( Бразилія) 1958—1960
- Маргарет Корт ( Австралія) 1961—1964
- Леслі Тернер ( Австралія) 1961—1964
- Джуді Тегарт ( Австралія) 1964—1970
- Мартіна Навратілова ( Чехословаччина /  США) 1975—1980
- Кеті Джордан та Енн Сміт ( США) 1980—1981
- Пем Шрайвер ( США) 1981—1984
- Гелена Сукова ( Чехословаччина) 1985—1990
- Джиджі Фернандес ( США) 1988—1993
- Наташа Звєрєва ( СРСР /  Білорусь) 1989—1993
- Яна Новотна ( Чехословаччина /  Чехія) 1989—1994
- Мартіна Хінгіс ( Швейцарія) 1996—1998
- Сестри Серена та Вінус Вільямс ( США) 1999—2001
- Роберта Вінчі та Сара Еррані ( Італія) 2012—2014

## Українські тенісисти на турнірах «Великого шлему»
В індивідуальному розряді найбільшого успіху добивався Андрій Медведєв, який був фіналістом Відкритого чемпіонату Франції. Еліна Світоліна на турнірах «Великого шлему» тричі добиралась до півфіналів. Також у півфіналі Відкритого чемпіонату Австралії виступала Даяна Ястремська.
В парному розряді сестри Альона і Катерина Бондаренко вигравали Відкритий чемпіонат Австралії 2008 року, а Людмила Кіченок в парі з латвійською партнеркою виграла Відкритий чемпіонат США 2024 року. Людмила Кіченок разом з хорватським партнером була переможцем Вімблдону-2023 в міксті, а Тетяна Перебийніс в міксті була фіналісткою Вімблдону-2005. 
Дівчата-юніорки мали кращі індивідуальні успіхи: Катерина Бондаренко вигравала Вімблдон-2004, Еліна Світоліна — Відкритий чемпіонат Франції 2010 року, Марта Костюк — Australian Open 2017, Дарія Снігур — Вімблдон-2019.

## Цікаві факти
- На Вімблдонському турнірі 1920 року австралієць Рандольф Ліссет, намагаючись справити враження на публіку, найняв лакея у фраку і з білими рукавичками, в обов'язок якого входило подавати гравцеві шампанське під час перерви.
- Саудівська Аравія, яка вже понад 20 років веде телетрансляції з Вімблдону, досі не транслювала жодного матчу за участю жінок.
- У 1930 р. на Вімблдоні відбувся курйозний випадок з королем Георгом V. Коли він зайшов у туалет, то замок на дверях заклинило. Бідному монархові довелося просидіти там пів години, перш ніж слуги змогли його звільнити. Відтоді організатори Вімблдону витрачають по 50 000 фунтів щорічно на утримання туалетних кімнат у королівській ложі[джерело?].
- Француженка Сюзанн Ленглен підкріплювалася на корті лише ікрою та шампанським, а австралієць Джек Кроуфорд над усіма прохолодними напоями віддавав перевагу чаю з лимоном і коньяком.
- Головним невдахою Вімблдону-67 преса назвала радянського тенісиста Олександра Метревелі: в індивідуальному й парному розрядах він програв свої зустрічі з 3-х матчболів, а міксті — з 12-ти.